# Marco Lukka
Marco Lukka (Pärnu, Estonia; 4 de diciembre de 1996) es un futbolista estonio. Su posición es la de defensa y su club es el FC Flora Tallin de la Meistriliiga de Estonia.

## Selección nacional

### Participaciones en selección nacional
| Torneo                                                | Categoría | Sede   | Resultado    | Partidos | Goles |
| ----------------------------------------------------- | --------- | ------ | ------------ | -------- | ----- |
| Fase de clasificación para la Eurocopa Sub-21 de 2019 | Sub-21    | Italia | No clasificó | 6        | 0     |

## Estadísticas

### Clubes
Actualizado al último partido jugado el 13 de agosto de 2022.
| JK Vändra Estonia | 1.ª                 | 2013                | 31  | 2  | -  | - | -  | - | 31  | 2  | 0,06 |
| JK Vändra Estonia | 1.ª                 | 2014                | 33  | 7  | -  | - | -  | - | 33  | 7  | 0,21 |
| JK Vändra Estonia | 1.ª                 | 2015                | 13  | 0  | -  | - | -  | - | 13  | 0  | 0,00 |
| JK Vändra Estonia | Total               | Total               | 77  | 9  | 0  | 0 | 0  | 0 | 77  | 9  | 0,12 |
| SJK II · Finlandia | 3.ª                 | 2015                | 4   | 0  | -  | - | -  | - | 4   | 0  | 0,00 |
| SJK II · Finlandia | Total               | Total               | 4   | 0  | 0  | 0 | 0  | 0 | 4   | 0  | 0,00 |
| JK Vaprus Pärnu Estonia | 1.ª                 | 2016                | 33  | 0  | 1  | 0 | -  | - | 34  | 0  | 0,00 |
| JK Vaprus Pärnu Estonia | Total               | Total               | 33  | 0  | 1  | 0 | 0  | 0 | 34  | 0  | 0,00 |
| FC Flora II Tallinn Estonia | 2.ª                 | 2017                | 10  | 0  | -  | - | -  | - | 10  | 0  | 0,00 |
| FC Flora II Tallinn Estonia | 2.ª                 | 2018                | 10  | 1  | -  | - | -  | - | 10  | 1  | 0,10 |
| FC Flora II Tallinn Estonia | 2.ª                 | 2019                | 15  | 0  | -  | - | -  | - | 15  | 0  | 0,00 |
| FC Flora II Tallinn Estonia | Total               | Total               | 35  | 1  | 0  | 0 | 0  | 0 | 35  | 1  | 0,03 |
| FC Flora Tallin Estonia | 1.ª                 | 2017                | 12  | 0  | 2  | 0 | -  | - | 14  | 0  | 0,00 |
| FC Flora Tallin Estonia | 1.ª                 | 2018                | 0   | 0  | 3  | 0 | -  | - | 3   | 0  | 0,00 |
| FC Flora Tallin Estonia | 1.ª                 | 2019                | 4   | 0  | 1  | 0 | -  | - | 5   | 0  | 0,00 |
| FC Flora Tallin Estonia | 1.ª                 | 2020                | 10  | 0  | -  | - | 3  | 0 | 13  | 0  | 0,00 |
| FC Flora Tallin Estonia | 1.ª                 | 2021                | 21  | 0  | 2  | 0 | 9  | 0 | 32  | 0  | 0,00 |
| FC Flora Tallin Estonia | 1.ª                 | 2022                | 16  | 0  | 2  | 0 | 2  | 0 | 20  | 0  | 0,00 |
| FC Flora Tallin Estonia | Total               | Total               | 63  | 0  | 10 | 0 | 14 | 0 | 87  | 0  | 0,00 |
| JK Tallinna Kalev Estonia | 1.ª                 | 2018                | 12  | 0  | 1  | 0 | -  | - | 13  | 0  | 0,00 |
| JK Tallinna Kalev Estonia | Total               | Total               | 12  | 0  | 1  | 0 | 0  | 0 | 13  | 0  | 0,00 |
| FC Kuressaare Estonia | 1.ª                 | 2020                | 15  | 0  | -  | - | -  | - | 15  | 0  | 0,00 |
| FC Kuressaare Estonia | Total               | Total               | 15  | 0  | 0  | 0 | 0  | 0 | 15  | 0  | 0,00 |
| Total en su carrera | Total en su carrera | Total en su carrera | 239 | 10 | 12 | 0 | 14 | 0 | 265 | 10 | 0,04 |
| (1) Incluye datos de Copa de Estonia y Supercopa de Estonia. (2) Incluye datos de Liga de Campeones de la UEFA y Liga Europa de la UEFA. (3) No incluye goles en partidos amistosos. |                     |                     |     |    |    |   |    |   |     |    |      |

## Palmarés

### Títulos nacionales
| Título               | Club            | País    | Año  |
| -------------------- | --------------- | ------- | ---- |
| Meistriliiga         | FC Flora Tallin | Estonia | 2017 |
| Meistriliiga         | FC Flora Tallin | Estonia | 2019 |
| Meistriliiga         | FC Flora Tallin | Estonia | 2020 |
| Supercopa de Estonia | FC Flora Tallin | Estonia | 2021 |
| Meistriliiga         | FC Flora Tallin | Estonia | 2022 |